# Иви (покемон)
И́ви (яп. イーブイ Ībui, англ. Eevee) — один из самых известных покемонов, существо из серии игр, манги и аниме «Покемон», принадлежащей компаниям Nintendo и Game Freak. Иви был создан Мотофуми Фудзиваром и впервые появился в играх Pokémon Red и Blue, а затем и в различном мерчендайзе, спин-оффах, анимационной и печатной адаптациях франшизы. Является стартовым покемоном в игре Pokémon Let's Go Eevee для Nintendo Switch.
Похож на лисёнка или собаку.

## Внешний вид
Иви — маленький четвероногий покемон коричневого окраса и с очень милой внешностью. На груди у Иви находится пушистый воротник кремового цвета, разделённый на три секции спереди и более короткую сзади. Кончик хвоста Иви кремового цвета и имеет зигзагообразные либо сердцевидные границы. У Иви длинные ромбовидные уши, изнутри покрытые тёмно-коричневым мехом, большие коричневые глаза, маленький треугольный чёрный нос и небольшой ротик. Его лапки короткие, трёхпалые и одинаковой длины. На голове у Иви находится небольшой чубчик, но в аниме было показано что они могут иметь различные причёски.                                                                                                                                                                                                                                                                                                                                                                                                                                                                                                                                                                                                                                                                                                                                                                                            В Pokémon Let's Go Eevee было впервые показано, что Иви имеют половой диморфизм, самцы Иви всё так-же имеют зигзагообразное пятно на хвосте, в то время как Иви-самки имеют сердцеобразное пятно на хвосте, коего не было в предыдущих поколениях, но в этой игре половой диморфизм имели только Иви — Партнёры.
В играх начиная с Pokémon Sword и Shield все Иви имеют нововведённые гендерные различия.

## Эволюции
На данный момент Иви может эволюционировать в восемь различных покемонов, что делает его единственным покемоном имеющим 4 и более эволюций. В первых трёх покемонов, Вапореона, Джолтеона и Флареона Иви эволюционирует с помощью водного, электрического и огненного камней соответственно. При повышении дружбы днём Иви эволюционирует в Эспеона, а ночью в Амбреона. Если Иви повысит уровень возле мшистой скалы, то он эволюционирует в Лифеона, возле ледяной — в Гласеона. И, наконец, если у вас с Иви хорошая привязанность и он знает хотя бы одну волшебную атаку, то он эволюционирует в Сильвеона. Все эволюции Иви фанаты привыкли называть "ивилюциями" (eeveelutions).                                                                      

## Характер
Иви был показан, как добрый и милый покемон. Он любит ребячиться, играть с другими покемонами, и так-же Иви очень жизнерадостный покемон. Кроме того, данные покемоны очень преданы своим тренерам. Считается что Иви хороший выбор для юного тренера.

## Появление

### В аниме
Впервые Иви появился в серии «Четыре брата Иви». У мальчика Майки есть Иви, а у его трёх братьев — три разные эволюции Иви. Старшие братья требовали от Майки, чтобы он заставил своего Иви эволюционировать, дабы тот стал сильнее. Но Майки смог отстоять право Иви не эволюционировать. В серии 183 «Проблемы с чайной церемонией» Эш и его друзья познакомились с Сакурой, у которой есть Иви. У неё же есть четыре старшие сестры с четырьмя эволюциями Иви. К 228 серии «Эспеон не считается» этот Иви уже эволюционировал в Эспеона, и у её сестёр 3 эволюции, что были до четвёртого поколения. Иви появляется в 613 серии «Соперничество с Гиблом!». А в регионе Юнова Эш встретил отряд Иви-спасателей, в который входили все эволюции Иви (Ивилюции).

### В играх
- Pokémon Yellow: Это стартовый Покемон соперника.
- Pokémon Let’s Go Pikachu и Let’s Go Eevee: Как один из стартовых Покемонов игрока.
- Pokémon Conquest[англ.]: Как один из стартовых Покемонов игрока.
- Pokémon Mystery Dungeon: Red Rescue Team и Blue Rescue Team: Нужен наивный характер и женский пол чтобы играть за этого покемона.
- Pokémon Mystery Dungeon: Explorers of Time и Explorers of Darkness[англ.]: Тоже самое что и в Pokémon Mystery Dungeon: Red Rescue Team и Blue Rescue Team.
- Pokémon Mystery Dungeon: Explorers of Sky[англ.]: Тоже самое что и в Pokémon Mystery Dungeon: Red Rescue Team и Blue Rescue Team.

## Отзывы и восприятие
Иви получил в основном тёплые отзывы. Редактор GamesRadar утверждал, что это один из самых милых покемонов, а в более поздней статье сайт отметил его популярность. IGN назвал его «самым загадочным, необычным, странным и приспособляемым существом в игре». Pokémon of the Day Chick также высказала мнение, что Иви намного симпатичнее даже щенка, и что его эволюции достаточно сильны, даже будучи милыми. Сайт отметил, что по сравнению с другими неэволюционировавшими покемонами обычного типа Иви не так уж и плох, однако он намного слабее своих развитых форм. В офисах The Pokémon Company Иви — один из самых популярных покемонов. Иви вместе с его эволюциями так-же популярен среди простых фанатов Покемонов, и у него есть крупная фан-база с множеством фанатов, которые создают по нему и его эволюциям различное творчество — рисуют обычные рисунки и арты, делают про них веб-комиксы.